# Антоненко, Алексей Касьянович

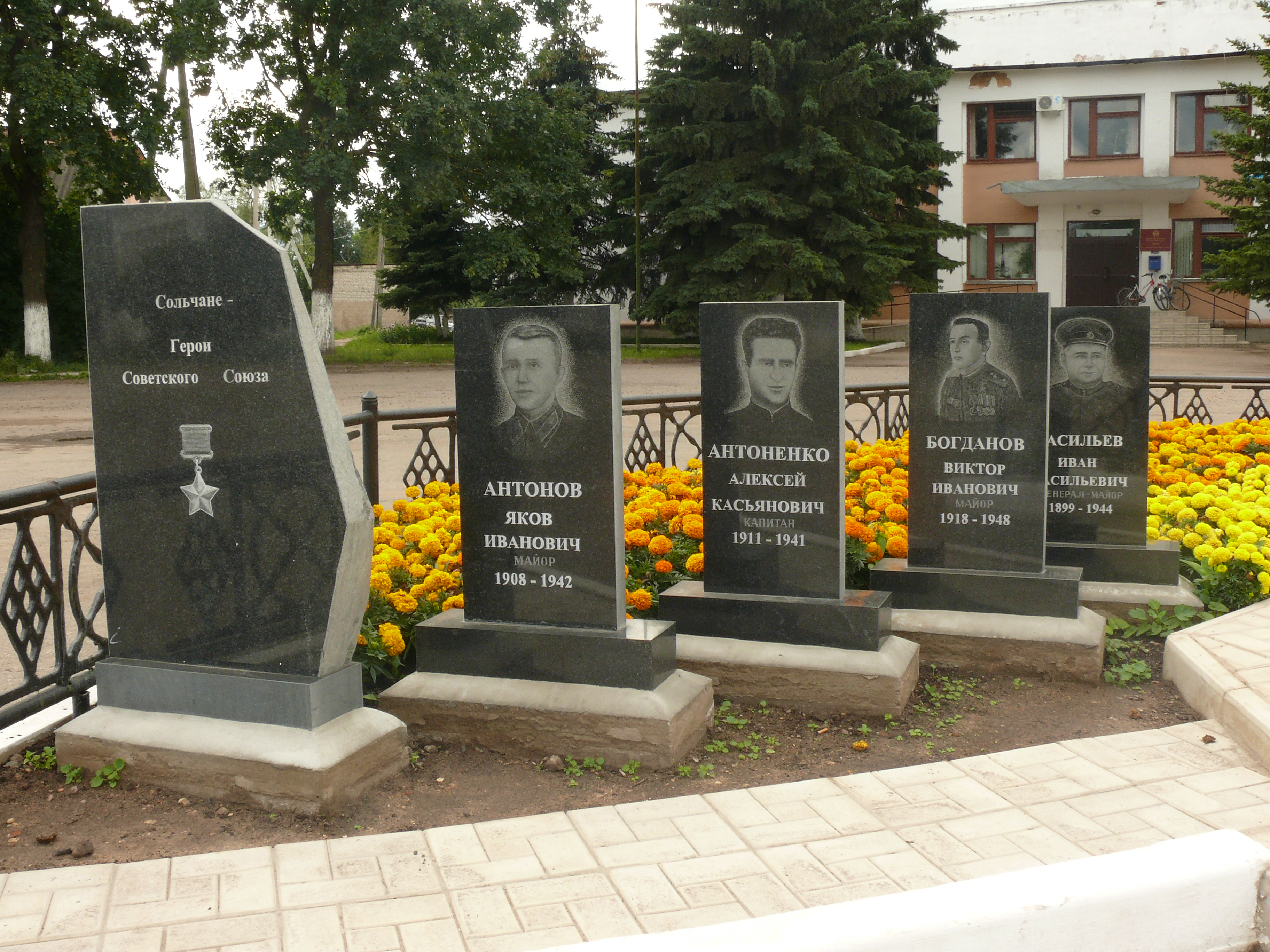
Мемориал героям-сольчанам в городе Сольцы, Новгородская область

Алексе́й Касья́нович Анто́ненко (10 (23) февраля 1911 — 25 июля 1941) — советский лётчик-ас истребительной авиации военно-морской авиации, участник Боёв на Халхин-Голе, Советско-финской и Великой Отечественной войн, Герой Советского Союза (14.07.1941). Капитан (3.05.1939).

## Биография
Родился 10 (23) февраля 1911 года в деревне Васьковичи Российской империи, ныне в границах г. Витебска, в семье рабочего. Русский. Затем семья переехала на станцию Леменка. После смерти отца воспитывался в детском доме. Окончил школу ФЗУ. Работал слесарем железнодорожного депо в городе Дно ныне Псковской области, потом — помощником машиниста паровоза.
В Красной Армии с октября 1929 года. Окончил Ленинградскую военно-теоретическую школу лётчиков в 1931 году, Военную школу морских лётчиков и летнабов ВВС РККА им. Сталина в Ейске в 1932 году. Как один из лучших выпускников этой авиашколы, оставлен в ней инструктором, позднее стал командиром звена. В сентябре 1938 года переведён в строевые части ВВС Балтийского флота и назначен командиром звена 5-го истребительного авиационного полка ВМФ. Член ВКП(б) с 1932 года.
В августе-сентябре 1939 года участвовал в боевых действиях на реке Халхин-Гол, куда был откомандирован в качестве начальника штаба особой авиагруппы. Выполнил там 17 боевых вылетов и в 2 воздушных боях в составе группы сбил 2 японских самолёта (в литературе широко распространена информация о 6 групповых победах А. К. Антоненко в этом конфликте). В ноябре 1939 года вернулся из Монголии в свой полк.
Участник советско-финской войны 1939—1940 годов. Выполнил 29 боевых вылетов, в воздушном бою 29 февраля 1940 года в паре сбил финский истребитель «Спитфайр».
С мая 1940 года служил в 13-м истребительном авиационном полку (10-я смешанная авиационная бригада, ВВС Балтийского флота). Сначала командовал звеном, в июле 1940 года стал начальником штаба эскадрильи, в феврале 1941 года — заместителем командира эскадрильи. 
Участник Великой Отечественной войны с её первых дней. Воевал на истребителе И-16. 25 июня 1941 года капитан Алексей Касьянович Антоненко вернулся в свой полк из Москвы, где ему вручили орден Ленина за отвагу, проявленную во время советско-финской войны 1939—1940 годов. В этот же день А. К. Антоненко сбил в районе Таллина первый на Балтике вражеский самолёт — бомбардировщик Ju-86, упавший в море у острова Нарген. 2 июля 1941 года был направлен со своим ведомым и лучшим другом старшим лейтенантом П. А. Бринько на усиление воздушного прикрытия советской военно-морской базы Ханко, где уже 4 июля эта пара сбила в одном бою два финских истребителя Fokker D.XXI. При обороне полуострова Ханко почти каждый день участвовал в воздушных боях и атаках наземных целей противника. 
Указом Президиума Верховного Совета СССР «О присвоении звания Героя Советского Союза лётчикам Военно-Морского Флота» от 14 июля 1941 года за «образцовое выполнение боевых заданий командования на фронте борьбы с германским фашизмом и проявленные при этом отвагу и геройство» капитану Антоненко Алексею Касьяновичу присвоено звание Героя Советского Союза. Этим же указом звание Героя присвоено и его боевому другу Петру Бринько. 
Всего за 34 дня боёв совершил около 100 боевых вылетов, сбил 11 самолётов противника (5 — лично и 6 в группе).
Заместитель командира 1-й эскадрильи 13-го истребительного авиационного полка 61-й истребительной авиационной бригады ВВС Краснознамённого Балтийского флота капитан А. К. Антоненко погиб 26 июля 1941 года при возвращении из боевого вылета — он разбился, совершая посадку на изрытое снарядами поле ханковского аэродрома Тяктоме. Героя похоронили на площади перед Домом флота, рядом с могилой Героя Советского Союза И. Д. Борисова.

## Награды и звания
- Медаль «Золотая Звезда» Героя Советского Союза (14.07.1941);
- Два ордена Ленина (21.04.1940, 14.07.1941);
- Медаль «За отвагу» (23.02.1940).

## Память
- Стела с портретом Героя установлена на Мемориале героям-сольчанам в городе Сольцы, Новгородская область.
- Имя А. К. Антоненко на Аллее Героев Советского Союза военных моряков — уроженцев области «Морские герои Витебщины» (Витебск, на территории средней школы № 8).